# Défense d'Eraskh (1990)
La défense d’Eraskh (juillet–août 1990) est l’un des premiers affrontements armés majeurs de la Première guerre du Haut-Karabagh, opposant les milices arméniennes de la frontière d’Eraskh (Yeraskh) à des forces azéries locales. Elle se solde par une victoire défensive arménienne et marque une étape importante dans la structuration des forces patriotiques.

## Contexte
À l’été 1990, après les pogroms anti‑arméniens à Bakou, la région frontalière d’Eraskh devient un point de tension majeur entre Arméniens et Azéris. L’effondrement progressif du pouvoir soviétique provoque un vide sécuritaire qui favorise la formation de milices ethniques des deux côtés.

## Commandement et forces
Les défenseurs arméniens sont coordonnés par Ashot Navasardyan, fondateur de l’« Army of Independence », et Leonid Azgaldyan, figures clés de l’organisation de la défense patriotique arménienne.
Parmi les unités présentes, le bataillon Arabo, dirigé par Simon Achikgyozyan, commence à s’engager aux côtés des milices locales.
Côté azéri, l’offensive est menée par des chefs locaux non centralisés, soutenus par des miliciens et quelques déserteurs soviétiques.

## Déroulement
En juillet 1990, une centaine de miliciens azéris lancent une incursion visant à prendre Eraskh. Les milices arméniennes, malgré leur infériorité numérique, positionnent des postes défensifs improvisés et exploitent la connaissance du terrain. Grâce à une coordination tactique efficace, elles tiennent le village jusqu’au repli des assaillants en août après plusieurs escarmouches et engagements localisés.

## Conséquences
La résistance victorieuse d’Eraskh constitue l’un des premiers succès arméniens face aux incursions frontalières avant la guerre totale de 1992. Elle contribue à structurer la défense communautaire et préparer la future mobilisation de la République d’Artsakh.

## Héritage
La défense d’Eraskh est souvent citée comme un moment charnière où l’unité communautaire a permis de repousser une incursion malgré un contexte de chaos politique. Elle illustre la montée en puissance des milices patriotiques arméniennes sur le terrain et fait figure de prélude aux offensives qui suivront durant la guerre de 1992‑1994.